# René Gsellmann
René Gsellmann (* 16. April 1985 in Feldbach) ist ein österreichischer Fußballspieler.

## Karriere

### Verein
Gsellmann begann seine Karriere beim USV Gnas. Zur Saison 2000/01 kam er in die Akademie des SK Sturm Graz. Zur Saison 2001/02 schloss er sich dem Regionalligisten FC Gratkorn an. Mit Gratkorn stieg er 2004 in die zweite Liga auf. Sein Debüt in der zweithöchsten Spielklasse gab er im Juli 2004, als er am ersten Spieltag der Saison 2004/05 gegen die Kapfenberger SV in der Halbzeitpause für Karl-Heinz Puntigam eingewechselt wurde. In vier Spielzeiten in der zweiten Liga kam er zu 83 Einsätzen für die Steirer.
Zur Saison 2008/09 schloss er sich dem Ligakonkurrenten FC Wacker Innsbruck an. Für die Tiroler kam er zu 26 Zweitligaeinsätzen. Zur Saison 2009/10 wechselte er zum Regionalligisten SV Horn. In zwei Spielzeiten kam er zu 56 Einsätzen in der Regionalliga für die Waldviertler. Zur Saison 2011/12 wechselte er zum Zweitligisten Wolfsberger AC. Mit dem WAC stieg er am Saisonende in die Bundesliga auf. Bei den Kärntnern konnte er sich allerdings nie durchsetzen und kam nur zu zwei Zweitligaeinsätzen, in der Bundesliga stand er nicht einmal im Spieltagskader.
Daraufhin löste er seinen Vertrag im Jänner 2013 auf und wechselte zum Regionalligisten SC Ritzing. In einem Jahr im Burgenland kam Gsellmann zu 23 Regionalligaeinsätzen. Im Jänner 2014 wechselte er zurück in seine Heimat Steiermark zum fünftklassigen SV Lebring. Mit Lebring stieg er am Ende der Saison 2013/14 in die Landesliga auf.
Nach der Herbstsaison 2020/21 beendete Gsellmann seine aktive Karriere als Spieler und wechselte als Co-Trainer auf die Trainerbank des SV Lebring.

### Nationalmannschaft
Gsellmann spielte im Februar 2006 ein Mal für die österreichische U-21-Auswahl.

## Persönliches
Sein Bruder Markus (* 1987) ist ebenfalls Fußballspieler.